# GNA
GNA全名Glycerol nucleic acid，中文直譯甘油核酸。是一種與DNA或RNA相似的化學物質，但組成物有所不同。並不存在任何目前已知的自然界生物體內。
GNA的骨架是由許多重複的甘油（DNA與RNA為五碳糖）經由磷酸酯鍵的連結所組成。雖然甘油分子只有3個碳原子，但GNA仍然可比表現出沃森-克里克鹼基配對（A對T；G對C），而且比起DNA與RNA，GNA的鹼基配對更為穩定，需要較高的融解溫度（Tm）才能解開。

## 外部連結
- Meggers Laboratory
- Simpler than DNA（页面存档备份，存于） - Chemical and engineering news